# 경상남도학생교육원
경상남도학생교육원(慶尙南道學生敎育院)은 지방교육자치에 관한 법률 제32조에 따라 경상남도 내 고등학교 이하 각급 학교 학생에게 수련활동을 통한 심신단련과 인격도야로 협동적인 민주 시민 의식을 고취하기 위하여 경상남도교육청 산하에 설치된 소속기관이다.